# 小島豊美
小島豊美（こじま　とよみ　1948年12月9日 - )は、日本のマルチメディアプロデューサー。文筆家。古地図・地域史研究者。
東京都墨田区両国生まれ。ＡＰＰカンパニー代表。株式会社ジャピール代表。一般社団法人・地歴考査技術協会 代表理事。
父は文筆家・評論家・歴史家の小島貞二。

## 来歴と人物
音楽・映像・マルチメディアプロデューサー。
1948年 東京都墨田区両国生まれ。小島貞二の長男。
中央大学経済学部卒業後、1971年にポニー（現在のポニーキャニオン）に入社。主に子ども向け音楽のプロデュースに携わり、NHKおかあさんといっしょ、みんなのうた、フジテレビ「ひらけ!ポンキッキ」などで主に子供向けの音楽をプロデュース。
1976年、「およげ!たいやきくん」で第9回レコード・セールス大賞を受賞。
1987年に退社し、マックスコム設立に参画し『ピッカピカ音楽館』を音楽プロデュース。その後、株式会社ＡＰＰカンパニー設立。レコード、ビデオ等の音楽制作を経て活動領域を拡大。後世に残したい日本の文化をデジタルメディアで再現。CD-ROM、DVD-ROMの企画制作及び販売に業務を拡張。 
さらに、伝統芸能や文学・歴史をエンターテイメントとして楽しめる『江戸明治東京 重ね地図』『ご存知古今東西噺家紳士録』など文化データベース構築に取り組む。その一部をCD-ROM、DVD-ROMとして公開・販売・頒布し各界より高く評価され、各賞を受賞。 
2010年 、株式会社株式会社ジャピール設立。重ね地図シリーズの『今昔散歩重ね地図』を制作。
2015年、一般社団法人地歴考査技術協会理事長。古地図データベースの開発・構築、普及啓発を目指す。また同年、アヴァンデザイン活字楽団との共著により『昭和のテレビ童謡クロニクル 『ひらけ! ポンキッキ』から『ピッカピカ音楽館』まで』をDU BOOKSより出版。　

## 賞歴
- 2000年　第4回 林家彦六賞
- 2010年　江差追分会（江差町）善行表彰
- 2014年　ミラサポ 第1回グッドビジネスアワードグランプリ受賞

### APPカンパニー作品受賞歴

#### 古今東西噺家紳士録（2000年2月発売）
- 2000年5月 第4回林家彦六賞
- 2000年9月 京都デジタル・アーカイブアウォード特別賞
- 2000年12月 マルチメディアグランプリ パッケージ部門アーカイブ賞

#### 江戸東京重ね地図（2001年6月発売）
- 2001年10月 ソフトウェア・プロダクト・オブ・ザイヤー ソーシャル／ライフ部門
- 2002年3月 デジタルコンテンツグランプリ カルチャー部門 リファレンス賞
- 2002年3月 京都デジタル・アーカイブアウォード貢献賞
- 2002年6月 学校図書館メディア賞

#### 江戸東京芸能地図大鑑(2002年12月発売）
- 古今東西噺家紳士録、江戸東京重ね地図と続くシリーズ三部作を発表

## プロデュース楽曲リスト
- ひらけ！ポンキッキ
- みんなのうた
- おかあさんといっしょ
- ピッカピカ音楽館

## 著書
- 昭和のテレビ童謡クロニクル 『ひらけ! ポンキッキ』から『ピッカピカ音楽館』まで 小島豊美とアヴァンデザイン活字楽団 (著）　DU BOOKS 2015